# 嗣圣
嗣圣（684年1月23日—2月27日），是唐中宗李哲 第一次在位时所改的唯一的年号，使用时间共计2个月不到。由于该年号使用期间武太后临朝称制，掌握实际大权，所以有些史书把它作为武则天的年号，不过大部分史书还是把它作为唐中宗的年号。该年号仅仅使用1个月又6天（即嗣圣元年二月初六，684年2月26日）后，唐中宗就因一句戏言被母后武则天抓住把柄而废黜，第二天（即嗣圣元年二月初七，684年2月27日）唐睿宗继位，改元文明，“嗣圣”年号随之废止。
“嗣圣”年号的废止和“文明”年号的建立，标志着武则天“圣衷独断”的时代开始，始称“则天朝”。

## 建年号
弘道元年十二月初四丁巳日（683年12月27日），天皇（唐高宗）李治在东都（在今河南省洛阳市）洛阳宫贞观殿驾崩。过了两天，即弘道元年十二月初六己未日（683年12月28日），皇太子李哲在先帝灵柩前即皇帝位，是为唐中宗。同年十二月十一甲子日（684年1月3日），中宗正式受册为皇帝，尊母亲、天后 武氏（即武则天）为皇太后（以下称“太后”），太后遂于当日临朝称制。
第二年正月初一甲申日元旦（684年1月23日）改元嗣圣。嗣，继承；圣，圣人、先圣、圣王、圣帝，指先帝唐高宗；“嗣圣”即继承先帝遗志的意思。

## 大事记

### 中宗一戏言
弘道二年春正月初一甲申日元旦（公元684年1月23日），改年号为嗣圣，大赦天下。立太子妃韦氏为皇后，把韦皇后的父亲韦玄贞的职位从普州（治所在今四川省安岳县）参军提升为豫州（治所在今河南省汝阳县）刺史。
正月初十癸巳日（684年2月1日），任命左散骑常侍韦弘敏 为太府寺卿（九卿之一）、同中书门下三品（相当于宰相级别），接替于去年十二月三十除夕（684年1月22日）被罢免的宰相郭正一。
同年，杞王兼沔州（治所在今河北省武汉市汉阳区）刺史李上金、鄱阳郡王兼岳州（治所在今湖南省岳阳市）刺史李素节以及义阳（随驸马权毅在袁州做刺史，治所在今江西省宜春市）、宣城（随驸马王勖在颖州做刺史，治所在今安徽省阜阳市）两位公主得知父皇高宗的讣告后，从外地赶赴东都洛阳奔丧。左武卫将军检校左羽林将军黑齿常之升迁为左武卫大将军。
唐中宗想把国丈韦玄贞再从豫州刺史提升为侍中（门下省长官、宰相中的第二位），还想封自己乳母的儿子为五品官。中书令（中书省长官、首席宰相）裴炎据理力争，坚持认为不可。中宗发怒，对左右侍臣说道：“我就算把整个天下让给韦玄贞，又有何不可？！难道就稀罕一个侍中的职位吗？！” 裴炎害怕了，退出后把此事向太后禀报，两人便密谋定下了废黜中宗、另立新帝的计划。

### 武后废中宗
嗣圣元年二月初六戊午日（公元684年2月26日），太后驾临东都洛阳的皇宫正殿——洛阳宫乾元殿，召集百官。中书令裴炎与原北门学士成员中的三人——中书侍郎刘祎之、左骁卫大将军检校左羽林将军程务挺和右领军大将军检校右羽林将军张虔勖率兵进入大殿，宣太后之令，废中宗为庐陵王，把废帝扶下殿。废帝问道：“我有何罪？”太后道：“你想把天下让给韦玄贞，怎么会无罪？” 于是把废帝囚禁在别的地方，而刚刚当上皇后的韦氏也被废了，家属更被发配岭南。

### 武后立睿宗
中宗被废后第二天，即嗣圣元年二月初七己未日（公元684年2月27日），太后下令立小儿子、豫王兼洛州牧（治所在今河南省洛阳市）李旦为皇帝，是为唐睿宗。大小政事取决于太后，让睿宗在别殿居住，不得干预朝政。立豫王妃刘氏为皇后。同一天，大赦天下，改元文明，“嗣圣”年号被废止。

## 出生
- 高力士（684年生，可能生于使用年号“嗣圣”期间）
- 安樂公主

## 逝世
- 大唐飞骑十余人：因欲跟随废帝庐陵王李哲而被告发，而后被杀，但时间存疑[註 24]。

## 其他
- 同期存在的其他政权年号：无
- 使用同一年号的其他政权及其君主：
  - 朝鲜半岛的新罗[註 25]神文王金政明。
  - 光宅元年（684年）九月，英国公徐敬业在扬州发动反对太后的兵变，号称“匡复”，复称“嗣圣元年”，但很快被镇压。（详见光宅大事记）
- 同名年号：无

## 纪年
| 嗣圣 | 元年  |
| ---- | ----- |
| 公元 | 684年 |
| 干支 | 甲申  |